# Respiració vegetal
S'anomena respiració vegetal a tot el conjunt de processos bioquímics que permeten a les plantes l'obtenció d'energia, necessària per als processos vitals, mitjançant oxidació.
Les plantes respiren per tots els seus òrgans: arrel, tija i fulles.
La respiració és un fenomen en el qual s'estableix un intercanvi de gasos, s'agafa oxigen (O₂) i es desprèn diòxid de carboni.
Durant el dia la quantitat de diòxid de carboni que desprenen a conseqüència de la respiració és menor que la que n'absorbeixen per a la fotosíntesi, i l'oxigen que agafen també és menor que el que desprenen.
Per això, les plantes afavoreixen l'equilibri que ha d'existir entre l'oxigen i el diòxid de carboni de l'atmosfera, i la presència de vegetació en les ciutats neteja l'atmosfera i la fa més respirable.